# Permanent Waves
Permanent Waves (рус. «Химические завивки») — седьмой студийный альбом канадской рок-группы Rush, выпущенный в 1980 году. Был записан в сентябре—октябре 1979 года в звукозаписывающей студии Le Studio, Морин Хайтс, Квебек. В некоторых песнях заметны элементы регги.

## Список композиций
Все тексты написаны Нилом Пиртом, вся музыка написана Алексом Лайфсоном и Гедди Ли.
| №  | Название              | Длительность |
| -- | --------------------- | ------------ |
| 1. | «The Spirit of Radio» | 4:57         |
| 2. | «Freewill»            | 5:24         |
| 3. | «Jacob's Ladder»      | 7:26         |
| 4. | «Entre Nous»          | 4:36         |
| 5. | «Different Strings»   | 3:48         |
| 6. | «Natural Science»     | 9:17         |

## Участники записи
- Гедди Ли — бас-гитара, клавишные, вокал
- Алекс Лайфсон — гитара
- Нил Пирт — ударные
- Erwig Chuapchuaduah — стальные барабаны
- Hugh Syme — клавишные в «Different Strings»

## Продажи
| Страна | Организация | Продажи                |
| США    | RIAA        | Платиновый (1 000 000) |
| Канада | RIAA        | Платиновый (100 000)   |